# Clessy
Clessy est une commune française située dans le département de Saône-et-Loire, en région Bourgogne-Franche-Comté.

## Géographie

### Climat
Pour des articles plus généraux, voir Climat de la Bourgogne-Franche-Comté et Climat de Saône-et-Loire.
En 2010, le climat de la commune est de type climat océanique dégradé des plaines du Centre et du Nord, selon une étude du Centre national de la recherche scientifique s'appuyant sur une série de données couvrant la période 1971-2000. En 2020, Météo-France publie une typologie des climats de la France métropolitaine dans laquelle la commune est exposée à un climat océanique altéré et est dans la région climatique Centre et contreforts nord du Massif Central, caractérisée par un air sec en été et un bon ensoleillement.
Pour la période 1971-2000, la température annuelle moyenne est de 10,6 °C, avec une amplitude thermique annuelle de 16,7 °C. Le cumul annuel moyen de précipitations est de 853 mm, avec 12,2 jours de précipitations en janvier et 7,6 jours en juillet. Pour la période 1991-2020, la température moyenne annuelle observée sur la station météorologique de Météo-France la plus proche, « Saint-Yan », sur la commune de Saint-Yan à 17 km à vol d'oiseau, est de 11,5 °C et le cumul annuel moyen de précipitations est de 772,4 mm. 
La température maximale relevée sur cette station est de 41,7 °C, atteinte le 31 juillet 1983 ; la température minimale est de −24,2 °C, atteinte le 9 janvier 1985,,.
Les paramètres climatiques de la commune ont été estimés pour le milieu du siècle (2041-2070) selon différents scénarios d'émission de gaz à effet de serre à partir des nouvelles projections climatiques de référence DRIAS-2020. Ils sont consultables sur un site dédié publié par Météo-France en novembre 2022.

## Urbanisme

### Typologie
Au 1er janvier 2024, Clessy est catégorisée commune rurale à habitat dispersé, selon la nouvelle grille communale de densité à sept niveaux définie par l'Insee en 2022.
Elle est située hors unité urbaine. Par ailleurs la commune fait partie de l'aire d'attraction de Gueugnon, dont elle est une commune de la couronne,. Cette aire, qui regroupe 12 communes, est catégorisée dans les aires de moins de 50 000 habitants,.

### Occupation des sols
L'occupation des sols de la commune, telle qu'elle ressort de la base de données européenne d’occupation biophysique des sols Corine Land Cover (CLC), est marquée par l'importance des territoires agricoles (50,2 % en 2018), une proportion identique à celle de 1990 (50,2 %). La répartition détaillée en 2018 est la suivante : forêts (49,8 %), prairies (43,2 %), zones agricoles hétérogènes (7 %). L'évolution de l’occupation des sols de la commune et de ses infrastructures peut être observée sur les différentes représentations cartographiques du territoire : la carte de Cassini (XVIIIe siècle), la carte d'état-major (1820-1866) et les cartes ou photos aériennes de l'IGN pour la période actuelle (1950 à aujourd'hui).

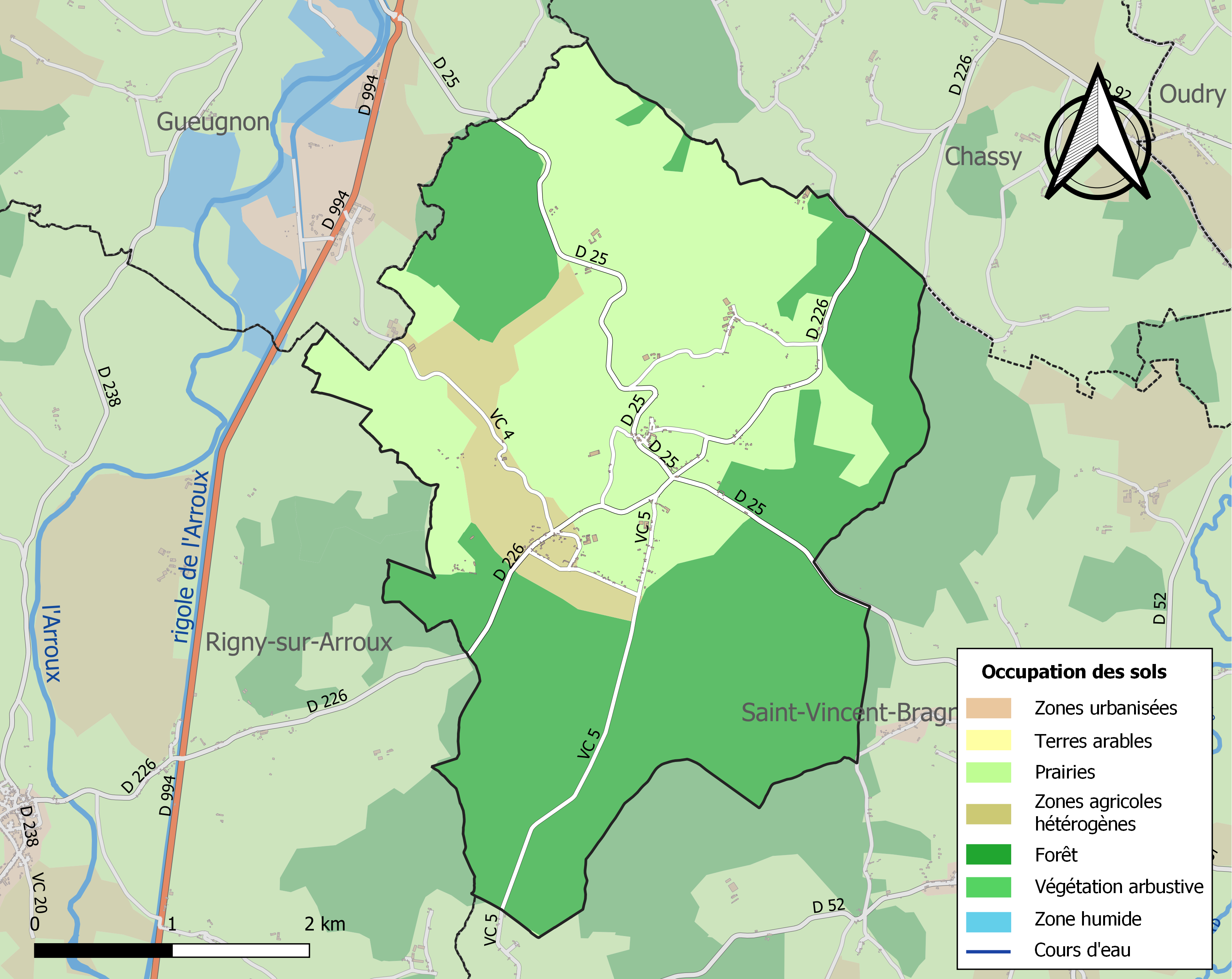
Carte des infrastructures et de l'occupation des sols de la commune en 2018 (CLC).

## Histoire
C'est en avril 1164, que le pape Alexandre III, réfugié en France, donne à l'abbaye de Saint-Martin d'Autun, une bulle lui confirmant le patronage de l'église de Clessy : « Ecclesiam de Classiaco ».
Clessy fut le fief d'une branche des Bourbon-Lancy, fondue dans une branche naturelle des ducs de Bourbons.

## Politique et administration
| Période                                  | Période   | Identité                                            | Étiquette | Qualité |
| ---------------------------------------- | --------- | --------------------------------------------------- | --------- | ------- |
| juin 2020                                | en cours  | Philippe Desroches                                  |           |         |
| mars 2008                                | Juin 2020 | Roger Desroches                                     |           |         |
| mars 1983                                | mars 2008 | Roland Bouton                                       |           |         |
| mars 1977                                | mars 1983 | Michel Saint-Maurice                                |           |         |
| mars 1959                                | mars 1977 | André Bouton                                        |           |         |
| 1953                                     | mars 1959 | Jean Ponnat (Baron Jean de Ponnat)                  |           |         |
| 1932                                     | 1953      | François Montholon (Comte François de Montholon)    |           |         |
| 1919                                     | 1932      | Henri Ponnat (Baron Henri de Ponnat)                |           |         |
| 1896                                     | 1900      | Jean Concaret                                       |           |         |
| 1865                                     | 1896      | Mr Chabrillan Moreton (Comte de Chabrillan Moreton) |           |         |
| 1856                                     | 1865      | Edouard Laurent                                     |           |         |
| 1852                                     | 1856      | François Derost                                     |           |         |
| 1843                                     | 1852      | Charles Renaud                                      |           |         |
| 1826                                     | 1843      | Jean-Baptiste Duverne                               |           |         |
| 1816                                     | 1826      | François Ducarouge                                  |           |         |
| 1809                                     | 1816      | Laurent Goin                                        |           |         |
| Les données manquantes sont à compléter. |           |                                                     |           |         |

## Démographie
L'évolution du nombre d'habitants est connue à travers les recensements de la population effectués dans la commune depuis 1793. Pour les communes de moins de 10 000 habitants, une enquête de recensement portant sur toute la population est réalisée tous les cinq ans, les populations de référence des années intermédiaires étant quant à elles estimées par interpolation ou extrapolation. Pour la commune, le premier recensement exhaustif entrant dans le cadre du nouveau dispositif a été réalisé en 2004.

En 2022, la commune comptait 276 habitants, en évolution de +15,48 % par rapport à 2016 (Saône-et-Loire : −1,06 %, France hors Mayotte : +2,11 %).
| 1793 | 1800 | 1806 | 1821 | 1831 | 1836 | 1841 | 1846 | 1851 |
| ---- | ---- | ---- | ---- | ---- | ---- | ---- | ---- | ---- |
| 358  | 184  | 290  | 425  | 395  | 419  | 395  | 398  | 433  |

| 1856 | 1861 | 1866 | 1872 | 1876 | 1881 | 1886 | 1891 | 1896 |
| ---- | ---- | ---- | ---- | ---- | ---- | ---- | ---- | ---- |
| 457  | 468  | 472  | 466  | 464  | 435  | 410  | 404  | 395  |

| 1901 | 1906 | 1911 | 1921 | 1926 | 1931 | 1936 | 1946 | 1954 |
| ---- | ---- | ---- | ---- | ---- | ---- | ---- | ---- | ---- |
| 390  | 368  | 347  | 306  | 315  | 278  | 272  | 261  | 262  |

| 1962 | 1968 | 1975 | 1982 | 1990 | 1999 | 2004 | 2006 | 2009 |
| ---- | ---- | ---- | ---- | ---- | ---- | ---- | ---- | ---- |
| 302  | 319  | 249  | 262  | 281  | 278  | 264  | 265  | 263  |

| 2014 | 2019 | 2022 | - | - | - | - | - | - |
| ---- | ---- | ---- | - | - | - | - | - | - |
| 248  | 276  | 276  | - | - | - | - | - | - |

## Culture locale et patrimoine

### Lieux et monuments
- Château de Clessy.
- Anciennes carrières qui, pendant des siècles et jusqu'à l'apparition du ciment armé, fournirent, avec celles de Bragny, les encadrements de portes et de fenêtres, les marches d'escalier et les manteaux de cheminées de quantités de demeures de Digoin, Gueugnon et Paray-le-Monial[17].

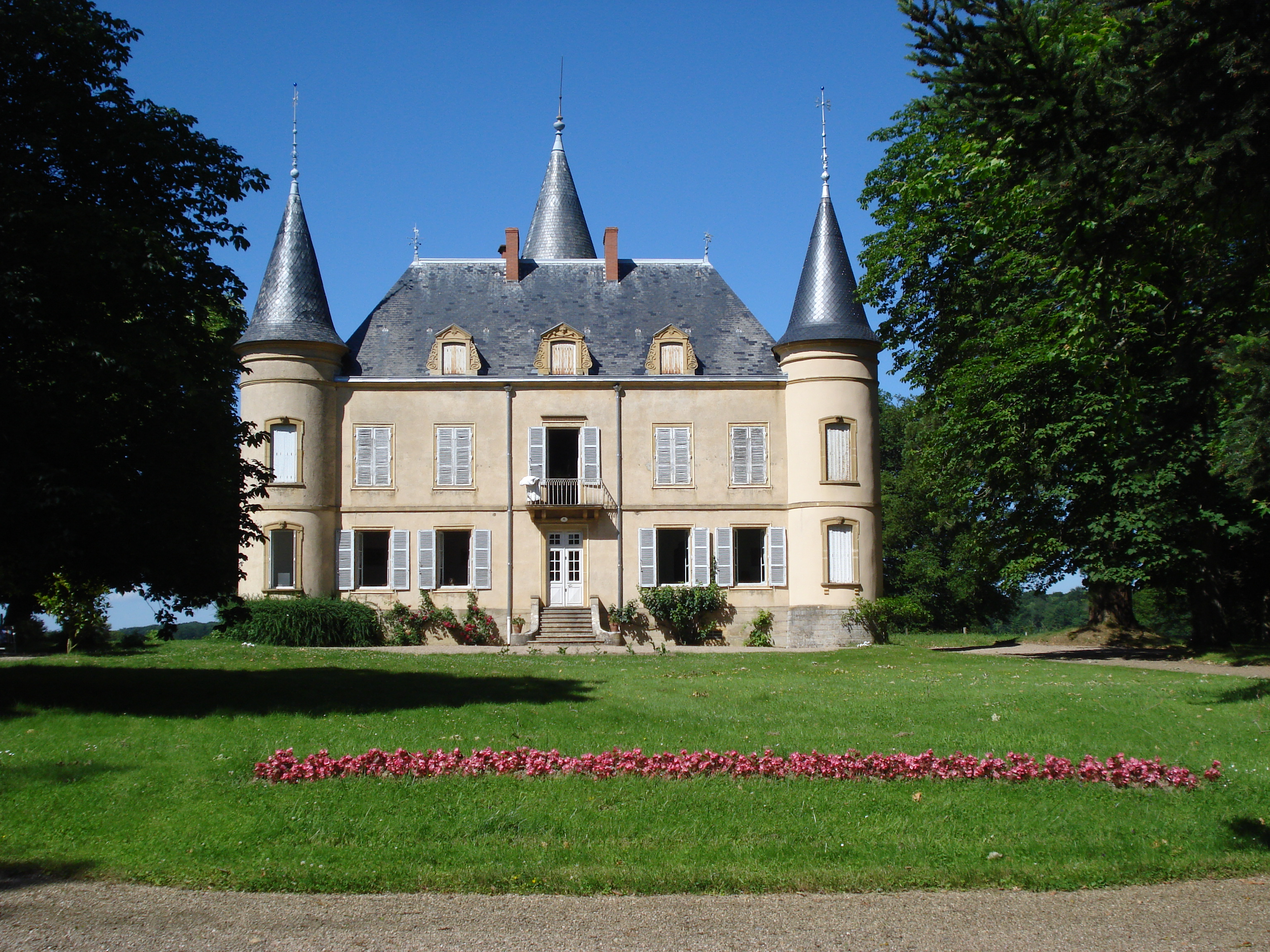
Le château de Clessy (privé).

### Personnalités liées à la commune
- Jacques Cancaret, peintre, mort en 1941 et né à Clessy.

## Pour approfondir